# Pelod
Pelod ali cvetni prah (v čebelarstvu tudi obnožina) je zlepljena masa pelodnih zrn, mikrospor semenk, ki nastajajo v pelodnih vrečkah prašnikov ter omogočajo oprašitev in kasnejšo oploditev ženske spolne celice v pestiču. Na pestiče drugih cvetov ga prenesejo bodisi žuželke (takšne rastline imenujemo žužkocvetke) bodisi veter (vetrocvetke), redkeje voda ali ptice.
Veda, ki se ukvarja s proučevanjem cvetnega prahu rastlin, se imenuje palinologija.
Zrna cvetnega prahu so različnih oblik in strukture; na podlagi teh lastnosti lahko določimo, kateremu rodu rastlin zrno pripada. 
Cvetni prah vsebuje okoli 30 % beljakovin, 55 % ogljikovih hidratov, 1 % maščobe, rudnine in vitamine. Zaradi velike hranilne vrednosti se uporablja kot prehrambeni dodatek. Cvetni prah pa je tudi alergogen in lahko pri ljudeh povzroča seneni nahod ali napade bronhialne astme.
Cvetni prah uporabljamo v prehrani in zdravilstvu (apiterapija).